# 埼玉中央観光バス
埼玉中央観光バス株式会社（さいたまちゅうおうかんこうバス）は、埼玉県坂戸市に本社を置くバス事業者である。

## 概要
1987年（昭和62年）10月、上尾市上野にて設立したが、現在は坂戸市に移転。

## 本社所在地
埼玉県坂戸市三光町50-13
東武鉄道東上線坂戸駅より徒歩10分

## 事業内容
- 一般貸切旅客運送 中型、小型観光バスおよびマイクロバス
  - 中型観光バス33名乗 3台
  - 小型観光バス25名乗 1台 メルファ7
  - マイクロバス22名乗 3台

## 関連会社
- 東武奥武蔵観光（旅行業）